# Medaille voor Kunst en Wetenschap (Groothertogdom Saksen)
De Medaille voor Kunst en Wetenschap (Duits: Medaille für Kunst und Wissenschaft) was een onderscheiding van het groothertogdom Saksen werd.
De medaille werd in 1902 door groothertog Willem Ernst van Saksen ingesteld en heeft in deze vorm tot 1918 bestaan. Eerder had het land een Medaille voor Wetenschap en Kunst gekend. Deze medaille werd tussen 1822 en 1838  en tussen 1892 en 1902 in verschillende vormen uitgereikt.
De Medaille voor Kunst en Wetenschap kreeg de vorm van een ovaal medaillon met het rondschrift "WILHELM ERNST GROSSHERZOG VON SACHSEN'" en het portret van Wilhelm Erns met een rand in de vorm van een lauwerkrans en op de keerzijde de opdracht "FÜR KUNST UND WISSENSCHAFT". Er waren drie uitvoeringen:
- Gouden Medaille (ovaal)
- Verguld zilveren medaille (ovaal)
- Ronde zilveren medaille